# José Ibáñez Marín

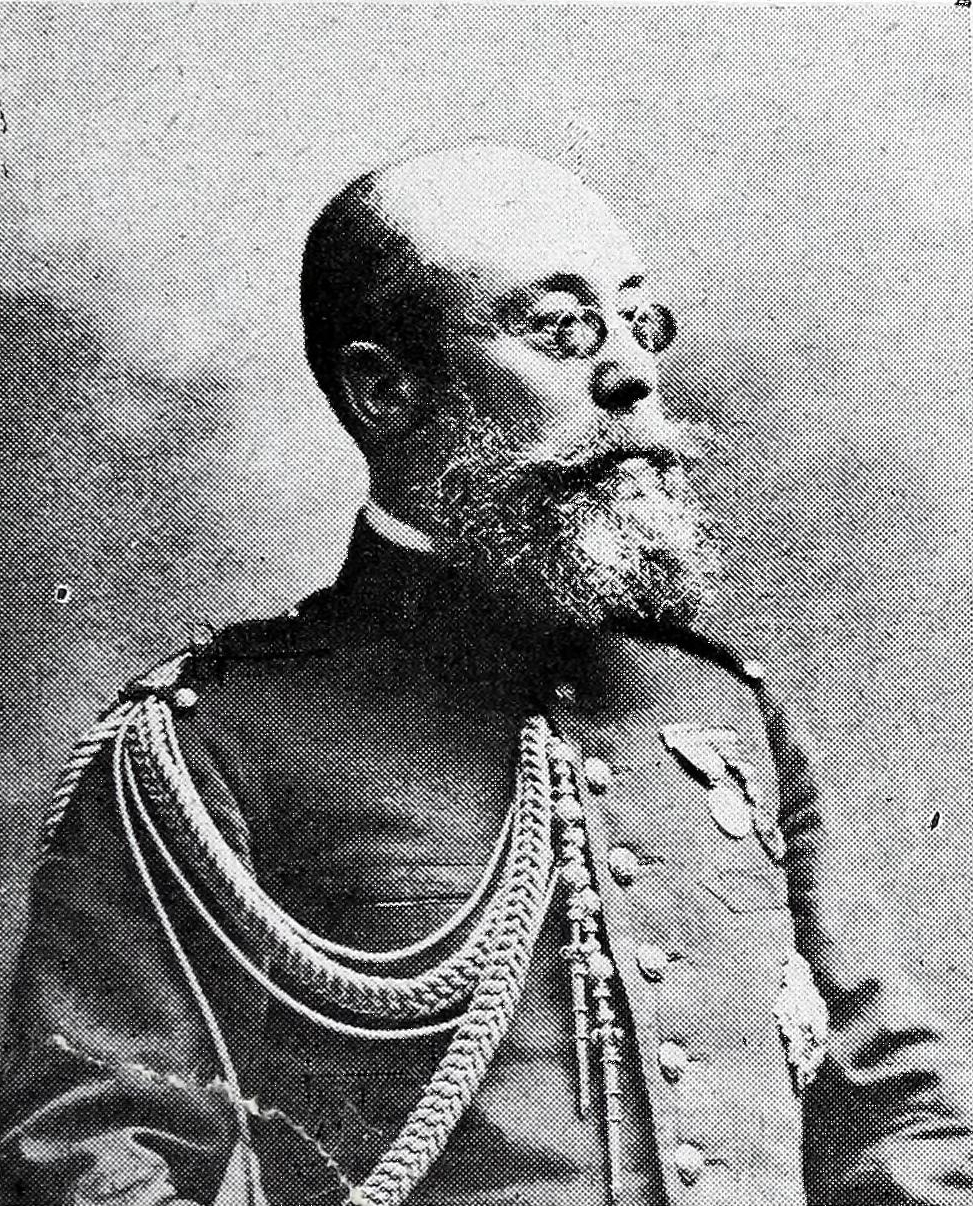
Retrato fotográfico de José Ibáñez Marín

José Ibáñez Marín (Enguera, 8 de marzo de 1862-Melilla, 1909) fue un militar, escritor e historiador español.

## Biografía
Hijo de Jaime Ibáñez González y de Ana Marín García. Con dieciocho años ingresó en la Academia de Infantería de Toledo, de la que sale con el empleo de alférez en 1883. Su primer destino fue el Regimiento de Infantería Tetuán n.º 47, de guarnición en Valencia, y al año siguiente solicitó ampliar estudios en la Academia General Militar, recién instalada en el Alcázar de Toledo, a fin de acceder al Cuerpo de Ingenieros. No alcanzado su objetivo, pidió traslado al Regimiento de Infantería Baleares n.º 42, acuartelado en Madrid, ciudad donde desarrollaría la mayor parte de su carrera militar.  Ascendido a teniente en 1887, pasó al Regimiento de Infantería Wad Ras n.º 55, y un año después al batallón de Cazadores Puerto Rico n.º 19. 
Colabora con el teniente coronel Mariano Gallardo Montero (emparentado con el famoso erudito, bibliófilo y hombre de letras Bartolomé José Gallardo) , quien había sido profesor suyo, en la edición de la publicación: Revista Técnica de Infantería y Caballería (http://hemerotecadigital.bne.es/results.vm?q=parent%3A0025273207&s=0&lang=en) cuyo primer número ve la luz en mayo de 1890. En 1892 falleció Mariano Gallardo y José Ibáñez pasa a dirigir la publicación. 

En el contexto de la colaboración y trato entre los dos militares tuvo que surgir el noviazgo entre la hija de Mariano Gallardo: Carmen Gallardo Martín-Gamero y José Ibáñez, el cual culmina en matrimonio en el mismo 1892. 

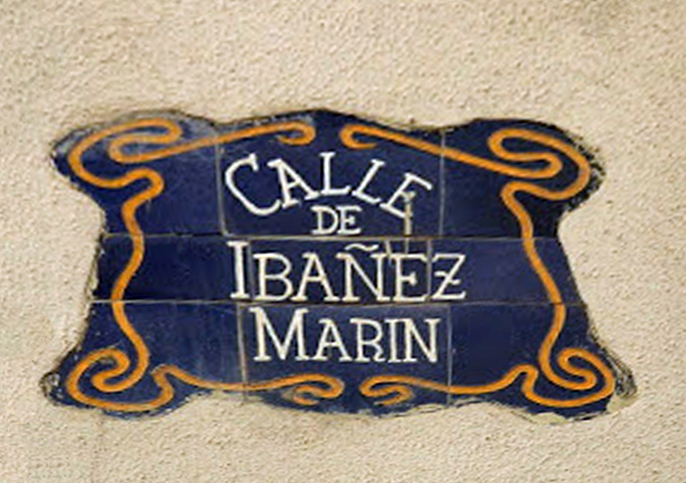
Panel cerámico de la calle Ibáñez Marín, en Melilla.

La Revista Técnica de Infantería y Caballería evolucionó y progresó bajo su dirección y sus páginas acogieron firmas ilustres, como la de Castelar, que publicó varios artículos en 1893, y la de Cánovas, que lo hizo en 1894. 
Publica junto a Pedro A. Berenguer, quien por esas fechas también disfrutaba del empleo de teniente, el libro Ruiz de Mendoza, héroe de la Independencia nacional (Madrid: Imp. y litgr. de Julián Palacios; 1891). Por este trabajo obtuvo la cruz de primera clase del Mérito Militar, con distintivo blanco y la de la Orden de Carlos III que se le otorgó por Real orden de 22 de junio del mismo año, también por sus trabajos históricos y militares en la revista referida. Una nueva Mención honorífica le fue decretada en Real orden de 22 de marzo de 1892 por una obra que publicó entonces con el título de Rusia militar y la guerra europea (Madrid, 1891). Por Real orden de 5 de noviembre de aquel año se le confirió una comisión de servicio por tres meses para viajar por Francia, Bélgica, Italia, Austria, Alemania y Rusia, debiendo ser el fruto de este viaje una Memoria, que había de rendir al término de él, relativa a la organización del arma de Infantería, vestuario, calzado y equipo, y reglamentación de la misma en cada uno de estos países, y finalmente, una noticia detallada de la manera como estaban constituidos los casinos, círculos militares y cualesquiera otros centros de instrucción ó recreo de sus respectivos ejércitos; no fue publicada y está inédita. Esta Comisión empezó a ser desempeñada el 10 de noviembre de 1892, y terminó el 28 de febrero de 1893. Participó en la guerra de Cuba. Como fruto de esta experiencia escribió una biografía del general Martínez Campos. Socio del Ateneo de Madrid, impartió en el mismo la cátedra de Ciencias aplicadas al arte militar y fue asimismo fundador y primer presidente de la Sociedad Militar de Excursiones; murió, con el empleo de teniente coronel al que fue ascendido desde comandante en 1908, en 1909, en el asalto del Atalayón, durante la guerra de Melilla, conocido como desastre del Barranco del Lobo. Escribió numerosas obras técnicas e históricas sobre el ejército español y colaboró en numerosas publicaciones de la época.
Relato oficial de los combates del 23 de julio de 1909.

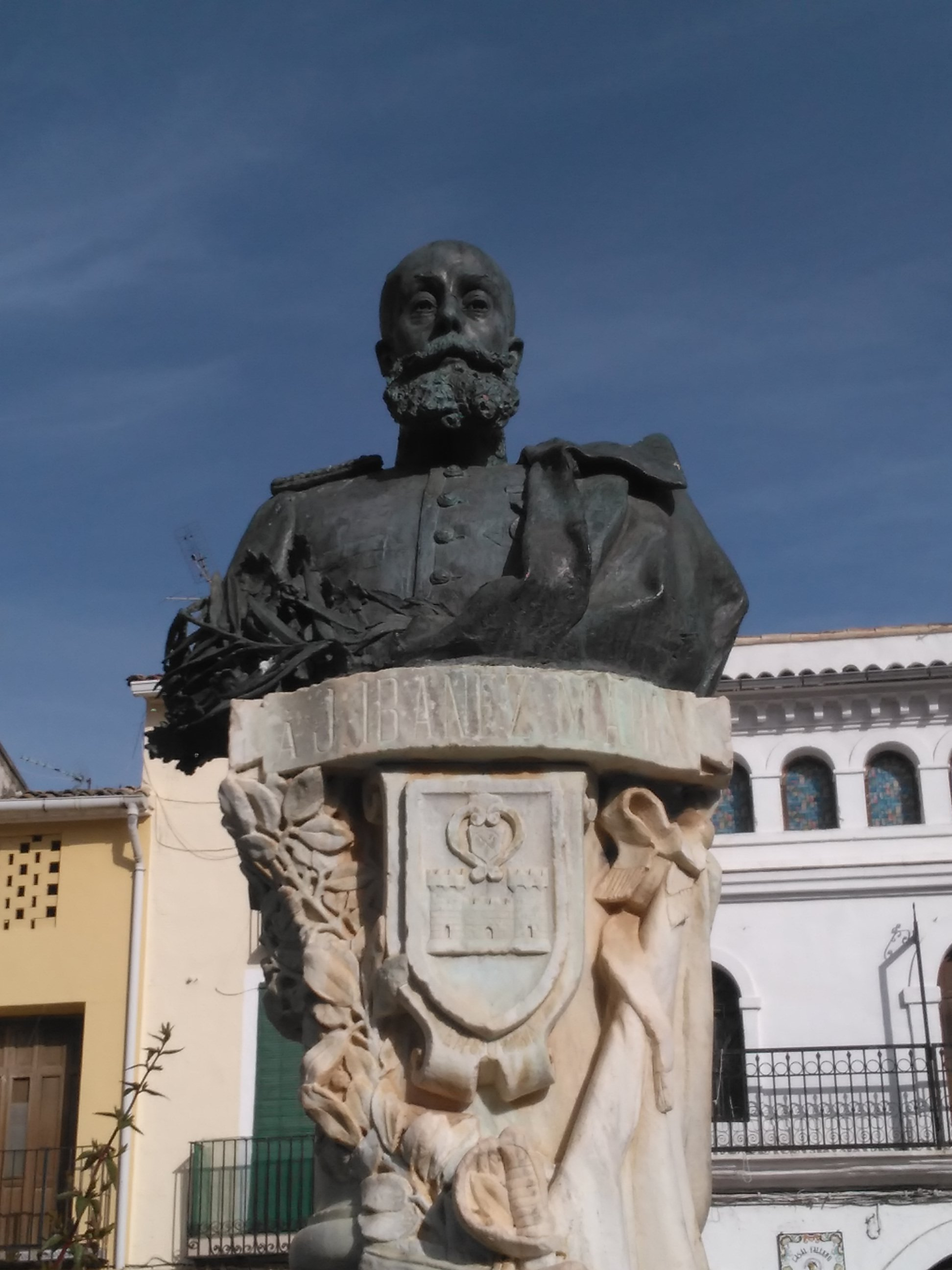
José Ibáñez Marín, Plaza José Ibáñez Marín, Enguera (Valencia).

El relato oficial de los combates del día 23 de julio, apareció publicado en el diario El Telegrama del Rif de fecha 27 de julio de 1909, y con ese título, con las siguientes palabras (textual): “…El Excmo. Sr. General en Jefe del Ejército de operaciones, ha dado cuenta al Excmo. Sr. Ministro de la Guerra, del combate del 23 en los siguientes términos: Combate del 23. Primera fase, salió a media noche del Hipódromo una columna compuesta de seis compañías, una sección de artillería de Montaña para auxiliar las posiciones Sidi-Musa y segunda caseta. Llegó de madrugada a Sidi-Musa, atacó al enemigo y lo rechazó muriendo gloriosamente el ataque el coronel Cabrera que mandaba la columna, el capitán Fernando Fernández Cuevas del Regimiento de África y los tenientes Reyes y Labrador del de Melilla, tuvo además 13 heridos de tropa. Segunda fase: al salir del Hipódromo la columna Cabrera se envió en su apoyo la Brigada Disciplinaria, dos compañías de África y una sección de artillería Montaña para ponerse en contacto con aquella al amanecer caso de hallarse cerca; numerosos grupos enemigos en proximidades límites rompieron fuego y formalizándose la acción salió el general Real con dos compañías Estella y batería montada como refuerzo. Informado el general Marina de que fuego se sostenía tenazmente tan pronto desembarcó batallón Figueras marchó con dos compañías al mando de un Teniente Coronel tomando el mando de todas las fuerzas a las 9 de la mañana. Se desplegó una compañía de Figueras a la que dirigió el Teniente Coronel, no siendo necesario adoptar más disposiciones porque las tomadas por el general Real no podían ser más acertadas. Tercera fase: Dominadas las primeras estribaciones del Gurugú no convenía avanzar más pues hubiera habido necesidad de ocupar frente demasiado extenso. Las fuerzas se sostuvieron en las posiciones conquistadas durante todo el día y antes de oscurecer ordenó el general Marina que se replegasen sobre los lavaderos de mineral que están en las inmediaciones de la Posada del Cabo Moreno; el repliegue se hizo con verdadera precisión por escalones apoyado por la artillería que bastó para contener al enemigo; sólo la extrema izquierda ocupada por una compañía de Figueras fue acosada por el enemigo a favor de unas chumberas; pero una reacción extensiva de dicha fuerza hizo huir a un grupo numeroso haciéndole catorce muertos recogidos en reconocimiento del día siguiente. En este combate ha muerto gloriosamente el teniente coronel Ibáñez Marín. Las bajas en las tres fases fueron unas 300 entre muertos y heridos. Todas las tropas cumplieron bien su deber. Las del enemigo debieron ser considerables a juzgar por las noticias que se reciben del campo pasando de los 100 muertos…”

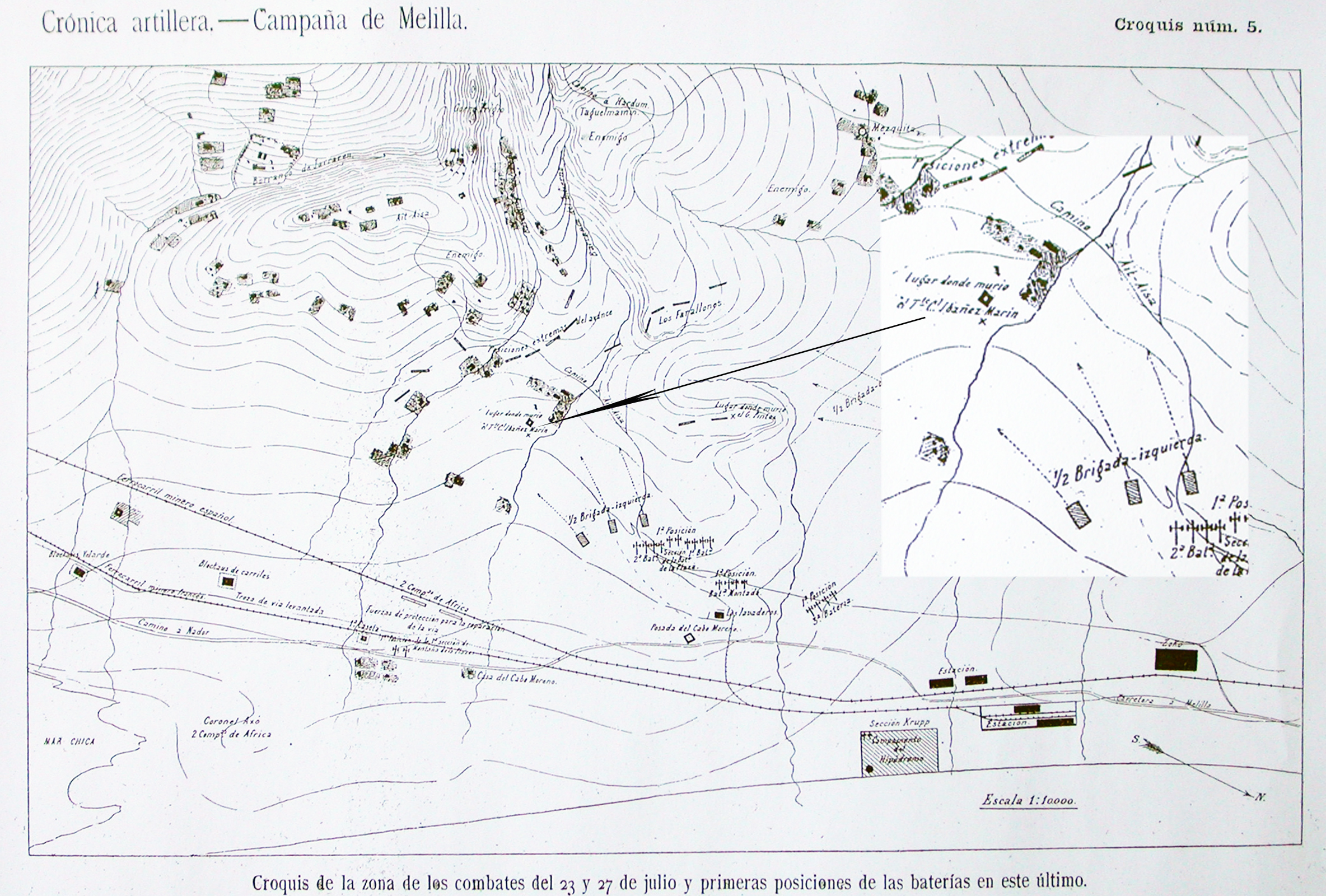
Croquis de la zona de los combates del 23 de julio de 1909 en Melilla, con ampliación de la zona donde falleció el teniente coronel Ibáñez Marín.

## Obra
Escribió aparte de las obras citadas Lusitania y su primer Coronel. Marqués de la Mina (1902), un estudio sobre el militar Jaime Miguel de Guzmán Dávalos Spínola (Sevilla, 1689 - Barcelona, 1767); Recuerdos de Toledo (Madrid, 1893) una obra amena y entretenida, ante todo literaria, con hermosas ilustraciones de Banda, en que evoca su juventud; "Héroes de la Manigua, Sanz Pastor Santocildes, El batallón de San Quintín" ( Madrid: Establecimiento Tipográfico de "El Correo Militar" 1895); El mariscal Soult en Portugal: campaña de 1809 (Madrid: Impr. de la "Revista Técnica de Inf. y Cabal., 1909); "Don Quijote y las armas" (en El Ateneo de Madrid en el III centenario…, pág. 269, 1905), una Bibliografía de la Guerra de la Independencia (Madrid: s.n.: Imp. de la Revista Técnica de Inf.ª y Cab.ª, 1908) referida sobre todo a aspectos técnicos y militares; Estudios militares y políticos (1900); La guerra moderna: Campaña de Prusia en 1806 (1906); La educación militar (1899); La guerra en el África del Sur (1901); Columna volante: (primera ración de artículos) (1902) y su póstuma Educadores de nuestro Ejército.
Parte de su obra se puede consultar en la Biblioteca Digital Hispánica: http://bdh.bne.es/bnesearch/q/autor/Jos%C3%A9%20Ib%C3%A1%C3%B1ez%20Mar%C3%ADn